# Andrej Silnov
Andrej Silnov (russisk: Андрей Александрович Сильнов tr. Andrej Aleksandrovitj Silnov ; født 9. september 1984 i Sjakhty, Sovjetunionen) er en russisk atletikudøver (højdespringer), der med et spring på 2.36 meter vandt guld i højdespring ved OL i Beijing 2008. Han vandt også guld ved EM i Göteborg i 2006.